# Adolf Werner van Pallandt tot Zuthem
Adolf Werner van Pallandt tot Zuthem (Zwolle, 25 augustus 1727 – Zuthem, 23 februari 1803) was een Nederlandse edelman uit de familie Van Pallandt. Hij vervulde diverse bestuurlijke functies in Overijssel en werd bekend als voorvechter van de patriotten.
Adolf was de zoon van Elbert Anthony van Pallandt en Christina van Dedem. Hij werd in 1752 toegelaten tot de ridderschap van Overijssel en in 1760 werd hij beleend met de havezate Zuthem.
Zijn huwelijk in 1754 met het burgermeisje Adelgonde Rogge leidde tot ontevredenheid bij zijn familie, maar haar rijke achtergrond kwam wel goed van pas. Adelgonde overleed al in 1766.
Adolf werd in 1763 drost van IJsselmuiden. Als lid van de Overijsselse Staten was hij aanhanger van de patriotten en trok met Joan Derk van der Capellen tot den Pol op om de zogenaamde drostendiensten in Overijssel af te schaffen. Deze diensten waren officieel al afgeschaft, maar in de praktijk moesten boeren nog steeds twee keer per jaar gratis arbeid voor de drost verrichten. Adolf en Joan kregen het met hulp van de stedelijke vertegenwoordigingen voor elkaar dat de Staten daadwerkelijk een streep zetten door de drostendiensten.
In 1787 kwam stadhouder Willem V echter weer de macht. Adolf raakte al zijn functies kwijt en was een jaar later genoodzaakt om het land te ontvluchten. Via Antwerpen kwam hij in het Franse Saint Omar terecht. Hier werd hij het middelpunt van een groep vluchtelingen uit Zwolle en omgeving. Dankzij zijn aanzien en bestuurlijke kwaliteiten werd hij beschouwd als de informele leider van de groep vluchtelingen. Hij kreeg vanwege zijn statuur als staatsman de bijnaam ‘zilveren palinuur’.
In 1793 viel Frankrijk de Republiek binnen, waardoor Adolf weer kon terugkeren naar Zuthem. Hij werd in 1795 benoemd tot drost van Salland.
Adolf overleed in 1803 op zijn havezate Zuthem. In het nabijgelegen Windesheim zou de kerkklok zes dagen lang worden geluid ter nagedachtenis van de overledene. Net als zijn voorgangers uit de 14e en 15e eeuw werd hij begraven in de Zwolse Bethlehemkerk.
Omdat Adolf kinderloos was gebleven, liet hij zijn bezittingen na aan zijn neef Anthony Coenraad Willem van Haersolte.
- Biografisch Portaal: 10446759
- International Standard Name Identifier: 0000 0003 8998 7763
- Nederlandse Thesaurus van Auteursnamen: 070244383
- Virtual International Authority File: 283531186